# Tommaso Laureti
Tommaso Laureti, detto "il Siciliano" (Palermo, 1530 circa – Roma, 22 settembre 1602 circa), è stato un pittore e architetto italiano.

## Biografia e opere
Forse appartenente ad una famiglia di artisti palermitani, si ritiene, pur in assenza di documentazione, che si sia recato giovanissimo a Roma dove ebbe una completa formazione artistica. Fu probabilmente allievo di Sebastiano del Piombo.
Le sue prime opere sono documentate a Bologna dove lavorò, probabilmente a partire dal 1560, inizialmente come pittore prospettico. Il suo affresco perduto con l'Apoteosi di Alessandro su un soffitto di palazzo Vizzani fu molto apprezzato dai suoi contemporanei, tra cui il Vignola che lo riprodusse in incisione sul suo trattato come esempio di prospettiva illusionistica.
A Roma doveva aver avuto una buona formazione da architetto; infatti nel 1563 fu incaricato di realizzare la Fontana del Nettuno in piazza Maggiore, per la quale predispose il disegno generale caratterizzato da combinazioni decorative pienamente manieriste. Per la statua bronzea di Nettuno fu lui stesso ad andare a Firenze per contattare e ingaggiare il Giambologna. 
Laureti doveva avere particolare competenza nelle opere idrauliche, dal momento che gli furono affidate anche la Fontana Vecchia, addossata al palazzo comunale (Palazzo d'Accursio), e il sistema di alimentazione delle due fontane, che riutilizzava, modificandolo, l'ultimo tratto dell'acquedotto augusteo:  l'acqua veniva prelevata ,dalla fonte Remonda e dalla cisterna ottagonale di Valverde  da lui costruita.

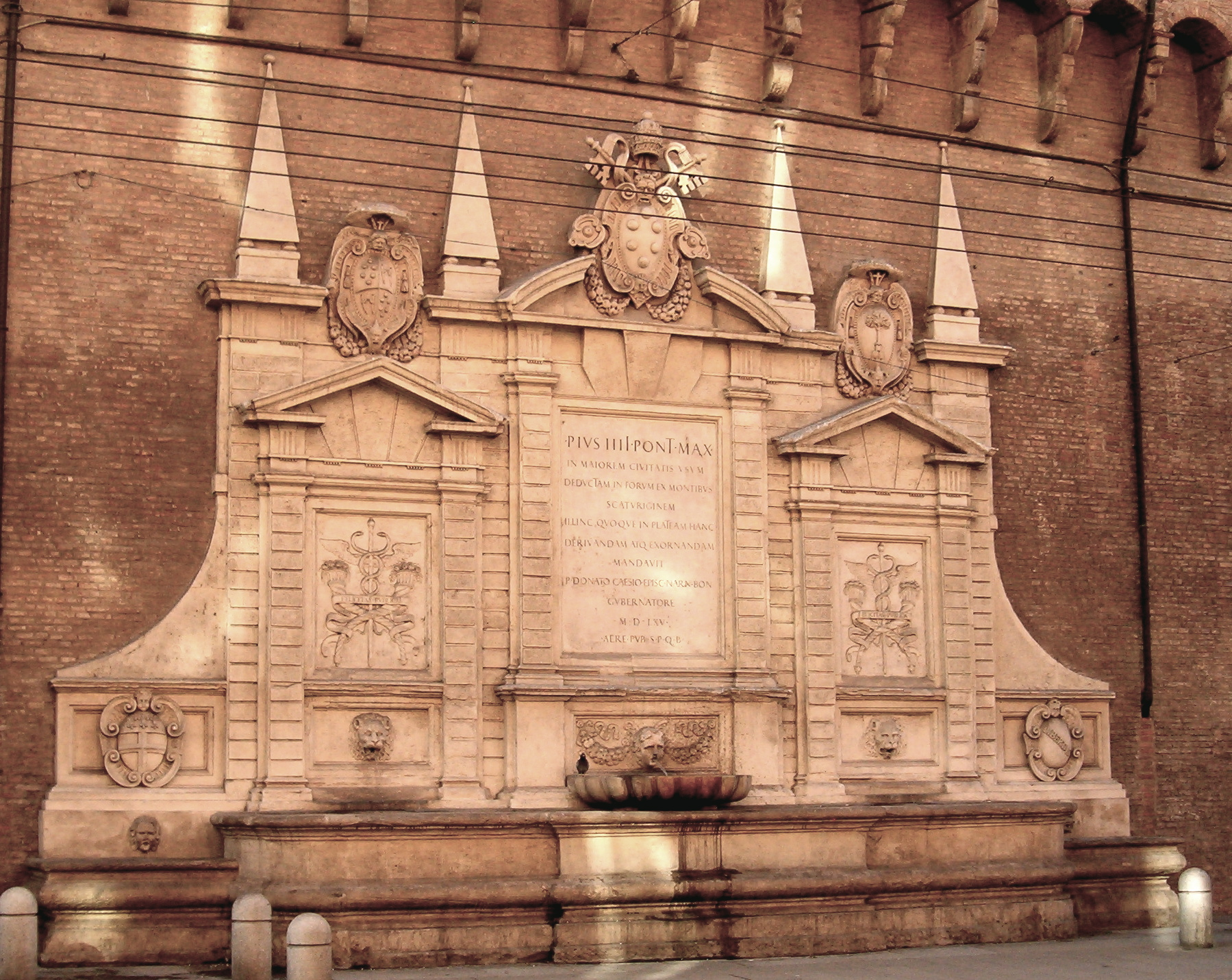
La fontana Vecchia

Come architetto è stata ipotizzato che fosse suo il progetto, datato 1573-75, per la villa Guastavillani a Barbiano, sui colli bolognesi.  
Come pittore si ricordano, a Bologna,  il Trittico della Basilica di San Giacomo Maggiore, e, nella stessa chiesa, la pala con la Madonna in gloria tra i SS. Cecilia, Agata e Guglielmo d'Aquitania. Molte altre opere sono andate disperse, come quelle a carattere profano ricordate dal Vasari, o distrutte, come la pala per la chiesa dei SS. Vitale e Agricola, raffigurante il Martirio dei due santi, della quale rimane la grande cornice dorata, che ospita ora la tela di altro autore. 
Negli anni settanta del '500 soggiornò  anche a Mantova, e forse a Ferrara, dove probabilmente eseguì un San Gerolamo nel deserto, e un affresco con la Cena di Baldassarre andato distrutto.
Nel 1582 fu chiamato a Roma da Gregorio XIII per affrescare la volta della sala di Costantino nei palazzi Vaticani. La decorazione, terminata nel 1585, rappresenta, con allegorie, il potere sacro-temporale della Chiesa, a completamento del programma iconografico avviato sulle pareti, con le Storie di Costantino di Raffaello e di Giulio Romano. Il riquadro centrale contiene il Trionfo della Croce sugli idoli pagani, efficace perno della decorazione, nella sua essenzialità simbolica.
Tra il 1586 e il 1594, il Laureti eseguì affreschi per il Palazzo dei Conservatori sul Campidoglio (sala dei Capitani) con stilemi riconducibili a Giulio Romano e a Raffaello. Sempre a Roma, realizzò la pala con il Martirio di Santa Susanna per la chiesa omonima, dipinto di intensa forza drammatica e spiccato colorismo . Altre opere risultano oggi disperse.
A Roma fu tra gli artisti più in vista, membro della Congregazione dei Virtuosi al Pantheon e tra i fondatori dell'Accademia di San Luca, nel 1593. L'anno dopo succedette a Zuccari come principe dell'Accademia: qui svolse un'attività didattica imperniata soprattutto sull'insegnamento della prospettiva.